# Laminární proudění

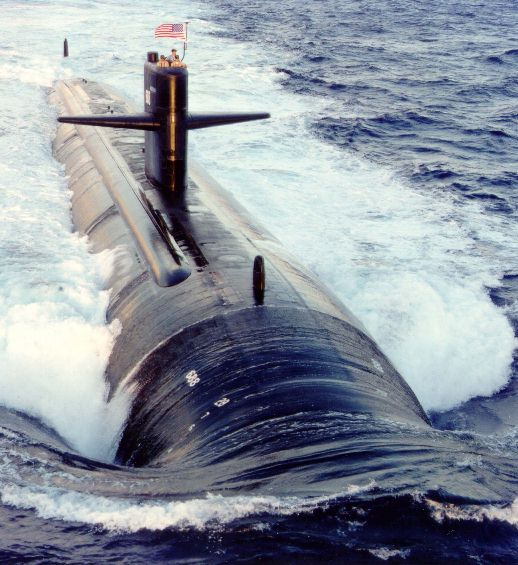
Laminární proudění (na obrázku dole) a turbulentní proudění (nahoře) kolem trupu ponorky

Laminární proudění je takové proudění vazké kapaliny, při kterém jsou proudnice rovnoběžné a nemísí se. Částice kapaliny se pohybují vedle sebe jakoby ve vrstvách – „destičkách“ (destička = lat. lamina), které se vzájemně nepromíchávají. Odtud také laminární neboli vrstevnaté proudění. Mezi jednotlivými vrstvami se předpokládá existence vnitřního tření a platnost vztahu Newtonova zákona viskozity.
Laminární proudění je tedy proudění kapaliny s vnitřním třením, které je potenciálové.
Laminární proudění lze použít jako vhodnou aproximaci proudění reálných kapalin při malých rychlostech.

## Ustálené proudění v úzké trubici
Proudění vazké kapaliny v úzké trubici lze při nízkých rychlostech považovat za laminární.

### Rychlostní profil

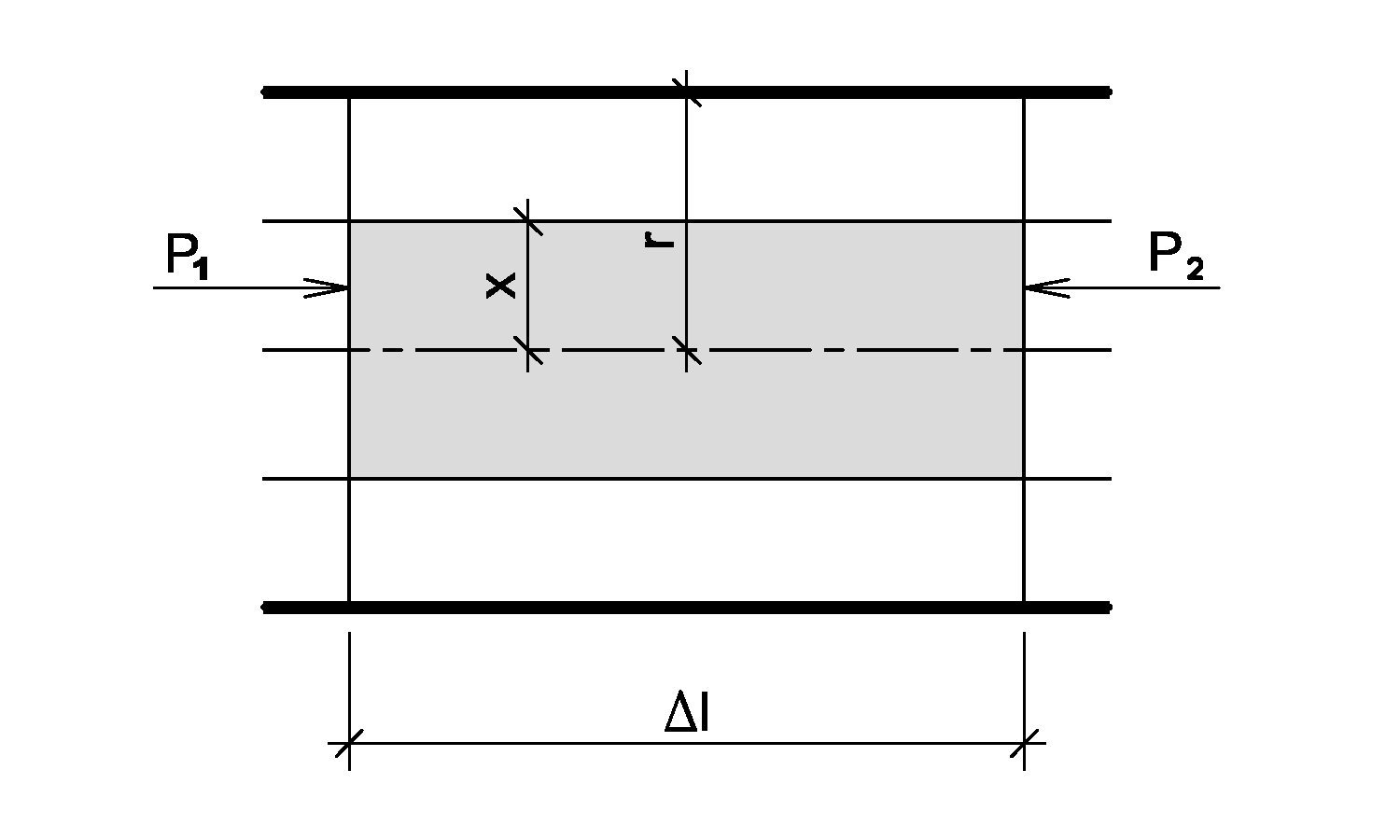
Schéma k výpočtu rychlosti laminárního proudění

Uvažujme v trubici o poloměru {\displaystyle r} malý válec kapaliny o poloměru {\displaystyle x} a délce {\displaystyle \Delta l}. Na vstupní průřez tohoto válce působí tlak {\displaystyle p_{1}} a na výstupní průřez tlak {\displaystyle p_{2}}. Tlakový rozdíl na délce {\displaystyle \Delta l} má hodnotu {\displaystyle \Delta p=p_{1}-p_{2}}. Tlaková síla, která na válec působí ve směru toku, je
{\displaystyle F=\pi x^{2}\Delta p}
Tato síla odpovídá odporu kapaliny proti proudění. Tento odpor je způsoben vnitřním tření mezi pláštěm válce a kapalinou, která jej obklopuje, přičemž jej lze vyjádřit jako
{\displaystyle F_{t}=2\pi x\Delta l\tau },
kde {\displaystyle \tau } je tečné napětí.
Při ustáleném proudění musí být {\displaystyle F} a {\displaystyle F_{t}} v rovnováze. Z předchozích vztahů tedy dostaneme
{\displaystyle \pi x^{2}\Delta p=-2\pi x\Delta l\eta {\frac {\mathrm {d} v}{\mathrm {d} x}}}
Odtud po úpravě a integraci dostaneme pro rychlostní profil (tedy rozložení rychlostí v trubici) výraz
{\displaystyle v=-{\frac {1}{4\eta }}{\frac {\Delta p}{\Delta l}}x^{2}+k},
kde {\displaystyle k} je integrační konstanta, kterou určíme z podmínky, že na vnitřní straně trubice je rychlost nulová, tzn. {\displaystyle v=0} pro {\displaystyle x=r}. Po dosazení úpravě dostaneme
{\displaystyle v={\frac {1}{4\eta }}{\frac {\mathrm {d} p}{\mathrm {d} l}}(r^{2}-x^{2})}
Podle tohoto vztahu je tedy závislost rychlosti {\displaystyle v} na {\displaystyle x} (tedy na vzdálenosti od středu trubice) parabolická.

### Hagen-Poiseuilleův zákon
Ze znalosti rozložení rychlostí je možné spočítat objemový tok {\displaystyle Q_{v}}. Rychlost {\displaystyle v} je v určité vzdálenosti {\displaystyle x} od osy trubice konstantní. Plochou mezikruží ve vzdálenosti {\displaystyle x} a šířce {\displaystyle \mathrm {d} x} proteče za časovou jednotku kapalina o objemu
{\displaystyle \mathrm {d} Q_{v}=2\pi xv\mathrm {d} x={\frac {\pi }{2\eta }}{\frac {\Delta p}{\Delta l}}(r^{2}-x^{2})x\mathrm {d} x}
Integrací přes celý průřez trubice dostaneme
{\displaystyle Q_{v}={\frac {\pi r^{4}}{8\eta }}{\frac {\Delta p}{\Delta l}}}
Tento vztah je matematickým vyjádřením tzv. Hagen-Poiseuilleova zákona, který zní:
Objemový tok viskózní tekutiny při laminárním proudění trubicí kruhového průřezu je přímo úměrný tlakovému spádu {\displaystyle {\frac {\Delta p}{\Delta l}}} a čtvrté mocnině poloměru trubice a je nepřímo úměrný dynamické viskozitě {\displaystyle \eta }.

### Maximální a průměrná rychlost proudění
Maximální rychlost, kterou se tekutina při laminárním proudění trubicí pohybuje má hodnotu
{\displaystyle v_{\mbox{max}}={\frac {1}{4\eta }}{\frac {\Delta p}{\Delta l}}r^{2}}
a nachází se na ose trubice ({\displaystyle x=0}).
Průměrnou rychlost, kterou kapalina protéká trubicí při laminárním proudění můžeme určit jako podíl objemového toku a celkového průřezu trubice ({\displaystyle S=\pi r^{2}}), tzn.
{\displaystyle v_{s}={\frac {Q_{v}}{S}}={\frac {1}{8\eta }}{\frac {\Delta p}{\Delta l}}r^{2}={\frac {1}{2}}v_{\mbox{max}}}

## Vlastnosti
Laminární proudění je vírové, neboť část kapaliny, která se nachází mezi dvěma vrstvami s různými rychlostmi má tendenci se otáčet. Vírová vlákna mají tvar soustředných kružnic, jejichž středy leží na ose trubice.
O vírové povaze laminárního proudění se lze přesvědčit výpočtem podmínky pro potenciálové proudění po libovolné uzavřené dráze. Zvolme dva body {\displaystyle A,B} na ose trubice ve vzdálenosti {\displaystyle s} a dva body {\displaystyle C,D} na okraji trubice ve stejné vzdálenosti, a to tak, že {\displaystyle D} se nachází na stejném řezu trubicí jako {\displaystyle A} a bod {\displaystyle C} se nachází na stejném řezu jako {\displaystyle B}. Vzhledem k tomu, že rychlost na okraji trubice je nulová a mezi body {\displaystyle A,D} a {\displaystyle B,C} je vektor rychlosti kolmý na dráhu, dostaneme
{\displaystyle \oint v\mathrm {d} s=\int _{A}^{B}v\mathrm {d} s=v_{\mbox{max}}s}
Podobně lze zjistit, že pro jakoukoli jinou uzavřenou dráhu (která není souměrná podle osy trubce) by uvedený integrál byl nenulový. To znamená, že proudění není potenciálové a také, že {\displaystyle \operatorname {rot} v} je různé od nuly. Jednotlivé částice kapaliny mají tedy snahu se otáčet, a proto je proudění vířivé.
Tlakový spád {\displaystyle {\frac {\Delta p}{\Delta l}}} je mírou odporu kapaliny proti proudění, tzn.
{\displaystyle F\sim {\frac {\Delta p}{\Delta l}}\sim v_{s}}
Při malé rychlosti proudění kapaliny se víry nemohou výrazně rozvinout a proudění probíhá tak, jako by se skládalo z nekonečně tenkých vírových vláken ve tvaru koncentrických kružnic. Při zvýšení rychlosti proudění však víry začnou proudění ovlivňovat výrazně a laminární proudění přejde v proudění turbulentní.
Jako kritérium pro odlišení laminárního proudění od proudění turbulentního lze použít Reynoldsovo číslo.